# Dostoevskij e il parricidio
Dostoevskij e il parricidio (titolo originale in tedesco Dostojewski und die Vatertötung) è un saggio del 1928 dello psicanalista austriaco Sigmund Freud. Il saggio compare come nota introduttiva di alcune edizioni del romanzo del 1880 I fratelli Karamazov di Fedor Dostoevskij.

## Contenuto
Nel saggio Freud sostiene che alcune delle più grandi opere della letteratura mondiale, tra cui l'Edipo Re, Amleto e I fratelli Karamazov, riguardano il tema del parricidio.
Freud ripercorre la biografia e la poetica di Dostoevskij, riscontrando in lui quattro diverse caratteristiche: lo scrittore, il nevrotico, il peccatore e il moralista. Sullo scrittore non ha nulla da aggiungere, mentre sulle altre figure sviluppa un'indagine.
Secondo Freud, il delinquente è dominato da un egoismo illimitato e da una tendenza distruttiva, che se incontrano mancanza d'amore possono esplodere in un comportamento criminale.
La seconda caratteristica è quella legata alla nevrosi. Dostoevskij vive in una condizione di nevrosi poiché non riesce a conciliare in sé affettività, carattere pulsionale e talento artistico. Questa nevrosi si scarica attraverso attacchi epilettici, che colpiscono lo scrittore dopo la morte del padre, con il quale ha un rapporto ambivalente. 
Terza figura è quella del peccatore, individuata nel gioco d'azzardo di cui lo scrittore è dipendente. Secondo lo psicanalista, il gioco d'azzardo era il modo che l'autore russo usava per punirsi. Come ricorda la moglie, dopo aver perso al gioco, il suo senso di colpa era appagato ed era nuovamente libero di scrivere.
Anche la religione sfrutta il suo senso di colpa per tormentarne la vita. Sino all'ultimo Dostoevskij rimarrà nel dubbio tra fede e ateismo. Dostoevskij troverà nell'ideale di Cristo una via d'uscita e una liberazione dalla colpa.

## Edizioni
- Freud S., Dostoevskij e il parricidio, 1978, Bollati Boringhieri editori, Torino, traduzione di Silvano Daniele.